# Verónica Moscoso
Verónica Paola Moscoso Pozo es una periodista chilena nacida el 20 de junio de 1974 en la Región del Biobío. 

## Biografía
Estudió periodismo en la Universidad del Desarrollo entre 1993 y 1997, a la que también asistió su compañera de trabajo Alejandra Gouet. A inicios de 1997 comenzó a trabajar en los Departamentos de Prensa  de la Televisión Universidad de Concepción. En 1998 se integró al Departamento de Prensa de TVN Red Biobío, donde se desempeñó como reportera, movilera y presentadora de importantes noticias regionales como el Caso Matute y el Terremoto de 2010.
Trabajó como periodista en Chile conectado y en Chile al día. En noviembre de 2010 se trasladó a Santiago y se integró al Departamento de Prensa de Canal 13.
En abril de 2011 regresó a TVN pero está integrándose al equipo de prensa 24 Horas Investiga de Televisión Nacional de Chile en Santiago. 
- Datos: Q6160737